# Hirotaka Akamatsu

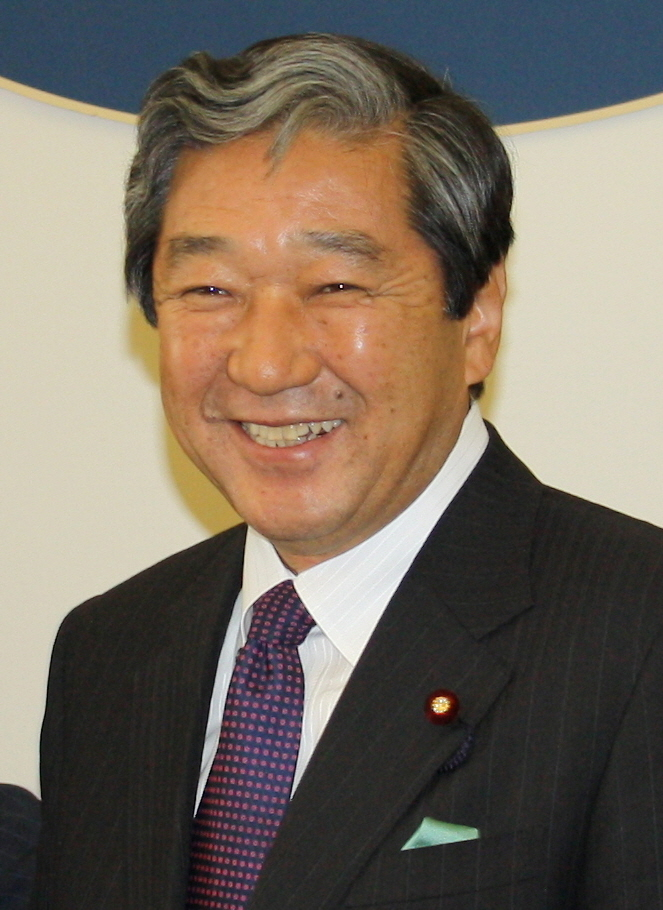
Hirotaka Akamatsu (2009)

Hirotaka Akamatsu (jap. 赤松 広隆 Akamatsu Hirotaka; * 3. Mai 1948 in Nagoya, Präfektur Aichi) ist ein japanischer Politiker (SPJ→SDP→DPJ→DFP→KDP), ehemaliger Abgeordneter im Shūgiin, dem Unterhaus der Kokkai, zuletzt für den 5. Wahlkreis von Aichi, und ehemaliger Minister für Landwirtschaft, Forsten und Fischerei. Von 2012 bis 2014 und von 2017 bis 2021 war er Vizepräsident des Shūgiin.

## Leben
Akamatsu ist der älteste Sohn des SPJ-Abgeordneten Isamu Akamatsu (赤松勇). Nach seinem Studium an der Waseda-Universität arbeitete er für Nippon Tsūun K.K. (engl. Nippon Express Co., Ltd.).
1979 wurde Akamatsu als SPJ-Kandidat für die erste von drei Legislaturperioden ins Präfekturparlament Aichi gewählt. Anschließend wechselte er in die nationale Politik: Bei der Shūgiin-Wahl 1990 wurde er im 6. Wahlkreis Aichi (vier Mandate) mit dem höchsten Stimmenanteil ins Shūgiin gewählt. Dieses Ergebnis konnte er 1993 wiederholen. 1993 war er unter dem Parteivorsitzenden Sadao Yamahana Generalsekretär des ZK (chūō-shokichō).
Nach der SPJ-Regierungsbeteiligung und der Rückkehr der LDP an die Macht verließ Akamatsu 1996 die inzwischen in Sozialdemokratische Partei umbenannte Partei und beteiligte sich an der ersten Gründung der Demokratischen Partei, für die er den neu geschaffenen Shūgiin-Einzelwahlkreis Aichi 5 von 1996 bis 2003 dreimal in Folge sowie 2009 gewann. Im Jahr 2000 berief ihn der DPJ-Vorsitzende Yukio Hatoyama zum Vorsitzenden des Komitees für Parlamentsangelegenheiten (bis 2001). 2003 wurde er Vorsitzender des Auswärtigen Ausschusses im Shūgiin, 2005 stellvertretender Vorsitzender (fuku-daihyō) der DPJ.
Im September 2009 berief der neue Premierminister Yukio Hatoyama Akamatsu als Landwirtschaftsminister in sein Kabinett. 2010 ersetzte ihn Hatoyamas Nachfolger Naoto Kan durch Masahiko Yamada. 2012 trat Akamatsu gegen Kans Nachfolger Yoshihiko Noda bei der Wahl zum Parteivorsitzenden an. Er landete mit 123 Punkten hinter Noda (818 Punkte) und Kazuhiro Haraguchi (154 Punkte) und vor Michihiko Kano (113 Punkte) auf dem dritten Platz.
Bei der Shūgiin-Wahl 2012 verlor Akamatsu den Wahlkreis Aichi 5 knapp an den Liberaldemokraten Kenji Kanda, wurde aber über den Verhältniswahlblock Tōkai wiedergewählt. Anschließend wurde er zum Vizepräsidenten des Shūgiin gewählt. 2014 gewann er den Wahlkreis zurück. Nachfolger als Vizepräsident wurde Tatsuo Kawabata. Zur Wahl 2017 wechselte Akamatsu zur kurz zuvor von Yukio Edano gegründeten Konstitutionell-Demokratischen Partei (KDP) und gewann seinen Wahlkreis erneut. Da sich Kawabata bei dieser Wahl aus der Politik zurückzog und die KDP stärkste Oppositionspartei wurde, wurde Akamatsu wieder zum Vizepräsidenten gewählt. Dies war das erste Mal, dass ein Vizepräsident das Amt zum zweiten Mal ausübt.
Zur Wahl 2021 trat Akamatsu nicht mehr an. Den Wahlkreis Aichi 5 gewann 2021 Kenji Kanda für die LDP.